# MYBPC1
MYBPC1‏ (Myosin binding protein C, slow type) هوَ بروتين يُشَفر بواسطة جين MYBPC1 في الإنسان.